# Euerfeld
Euerfeld ist ein Ortsteil der Stadt Dettelbach im unterfränkischen Landkreis Kitzingen.

## Geografische Lage
Euerfeld ist durch die fünf Kilometer entfernte St 2450, an deren Ausfahrt der Mainfrankenpark liegt, an das Fernstraßennetz angeschlossen. Euerfeld liegt etwa zehn Kilometer ostnordöstlich  von Würzburg.  Politisch gehört es zum Landkreis Kitzingen und ist einer von zwölf Ortsteilen der Weinstadt Dettelbach am Main.
Auf der Gemarkung von Euerfeld lagen ursprünglich das Dorf Lugshofen, Otelsvelt, der Fronhof und der sogenannte Seehof, die heute alle verschwunden sind. Lugshofen wurde im 16. Jahrhundert aufgegeben und die Gemarkung mit der von Euerfeld zusammengelegt. Mehrere Naturdenkmäler haben sich um das Dorf erhalten, so steht eine alte Baumgruppe am Friedhof. Eine weitere Baumgruppe aus acht Linden und drei Kastanien ist am südlich der Kreisstraße zu finden. Das dritte Euerfelder Naturdenkmal, ein Feuchtbiotop in einem alten Steinbruch ist wahrscheinlich zerstört. Das Dorf ist von einem ausgedehnten Vogelschutzgebiet in der typischen Gäulandschaft umgeben.
Naturräumlich liegt Euerfeld auf den sogenannten Hochflächen im südlichen Maindreieck, die zu den Gäuflächen im Maindreieck gezählt werden. Typisch sind die etwa 300 m hohen Flächen, die in Richtung des Maines steil abfallen. Der Norden der Gemarkung wird hingegen der Gäufläche im nördlichen Maindreieck zugerechnet. Sie ist wesentlich weniger von Bachtälern zerschnitten.

## Geschichte

### Vor- und Frühgeschichte
Um Euerfeld und seinem Nachbardorf Schernau haben sich untertägig mehrere Siedlungsstellen aus fast allen Epochen der mitteleuropäischen Ur- und Frühgeschichte erhalten. Im Nordosten des Dorfes lag eine Siedlung, die kontinuierlich von Menschen der Linearbandkeramische Kultur über bronzezeitliche Gruppen bis hin zu Personenverbände der Eisenzeit, besonders der Hallstatt- und der Latènekultur, besiedelt war. Die Siedlungsstelle Euerfelds war noch während der Völkerwanderungszeit durchgängig besiedelt. 
Durch Bevölkerungsverdrängungen während der Wanderungszeit nach dem 4. Jahrhundert wurde die Gegend um Euerfeld zunächst von Kelten bewohnt, die wohl keine dauerhafte Siedlung mehr hier bestehen ließen. Sie wurden später von den Thüringern verdrängt. Schließlich erreichten die Franken das Gebiet um Dettelbach und etablierten erstmals echte Verwaltungsstrukturen. So entstanden zwei Königshöfe in Prosselsheim und auf der Vogelsburg. Das Gebiet von Euerfeld blieb allerdings zunächst noch unbesiedelt.

### Mittelalter
Das Suffix „-feld“ im Namen des Dorfes verweist auf die Zeit der fränkischen Kolonisation im 6. und 7. Jahrhundert. Euerfeld entstand wesentlich südlicher, als die heutige Siedlung, was die Randlage der Kirche am Bach erklärt. Erstmals erwähnt wurde der Ort bereits im Jahr 895. In einer Urkunde übergab der Würzburger Bischof Rudolf I. wohl dem Benediktinerkloster Schwarzach die Güter in Euerfeld. Die Urkunde nennt den Ort „Urveld“, was auf frucht- und nutzbar gemachtes Land um den Ort hindeutet.
Im Früh- und Hochmittelalter fließen die Quellen über das Dorf nur langsam. Kaum etwas über die Geschichte Euerfelds in dieser Zeit ist bekannt. Im Westen der Gemarkung bestanden zu diesem Zeitpunkt drei große Höfe, die heute als totale Ortswüstungen zu gelten haben. Allerdings sind die Herren dieser Höfe überliefert. Den einen hatte das Klarissenkloster St. Agnes in Würzburg inne, der andere wurde von den Kartäusern des 1281 gegründeten Klosters Ilmbach erbaut.
Erst am Ende des Mittelalters tauchte Euerfeld selbst wieder in den Quellen auf. 1499 wurde erwähnt, dass das Dorf dem Zentgericht Prosselsheim zugeordnet war und einige, wenige Bewohner inzwischen dem Würzburger Fürstbischof unterstellt waren. Erst 1535 erwähnt eine Urkunde den eigentlichen Dorfherren. Das Kollegiatstift Haug in Würzburg war ohne Kenntnis der Quellen zum wichtigsten Grundherren in Euerfeld aufgestiegen und das Stiftskapitel war „rechter Herr im Dorf über alle Güter und niemand anders.“

### Frühe Neuzeit
Im Jahr 1567 kam es zu einem Wasserstreit zwischen den Müllern in Euerfeld, Schernau, Brück und Dettelbach. Die Euerfelder hatten den Bach umgeleitet und den Nachbardörfern so die Antriebskraft für ihre Mühlen genommen. Es dauerte mehrere Jahre, bis der Mühlenstreit beigelegt war. Unter anderem entstand als eine Art Überblicksdarstellung eine große Flurkarte, in der Euerfeld, stark vereinfacht, erstmals bildlich dargestellt war.
Noch im 16. Jahrhundert, wohl um 1567, trat das Dorf zum neuen, lutherischen Glauben über. Das Stift Haug war zwar eigentlich eine nach wie vor katholische Institution, allerdings neigte der damalige Dompropst des Stiftes aus dem Haus Brandenburg-Ansbach der Reformation zu. Die Gegenreformation, insbesondere forciert durch Fürstbischof Julius Echter von Mespelbrunn, veränderte die konfessionelle Zusammensetzung der Bevölkerung neuerlich, sodass Euerfeld heute überwiegend katholisch ist.
Der Ort besaß lange Zeit einen sogenannten Dorfhag, der aus einem Wassergraben und einer Zaunhecke bestand und Euerfeld vor äußeren Feinden schützen sollte. Die genaue Lage dieser Befestigung ist unklar. In Friedenszeiten wurde der Bestand des Dorfhags durch mutwillige Zerstörungen bedroht, weshalb eine Dorfordnung des 16. Jahrhunderts eine Geldstrafe von zwei Pfund für die Zerstörung des Hags veranschlagt. Der Dorfhag verschwand wohl, wie die Ummauerung bei Städten, gegen Ende des 17. Jahrhunderts.
Zu Beginn des 17. Jahrhunderts entstand in Euerfeld eine neue Kirche, die wiederum dem heiligen Michael geweiht wurde. Der Vorgängerbau war wohl einem Brand zum Opfer gefallen. Außerdem tobte in dem Dorf 1611 die Pest und forderte viele Todesopfer. Der Dreißigjährige Krieg belastete den Ort zusätzlich, wobei genaue Opferzahlen oder Einquartierungsangaben für Euerfeld fehlen. Nach dem Krieg brach 1685 ein großer Brand aus, bei dem das Dorf fast vollständig. Das neue Dorf entstand an der heutigen Stelle. 
Einschneidend war für die Geschichte des Dorfes auch der Mord an Michael Estenfelder im Jahr 1692. Der Dreijährige wurde auf einem Feld gefunden. Schnell verdächtigte die Dorfbevölkerung die Juden aus dem nahen Schernau. Um Unruhen zu vermeiden, ließ der Fürstbischof alle Menschen israelitischen Glaubens aus Schernau verhaften. Der Schuldige an dem Mord wurde nie gefunden. Gleichzeitig begann der Euerfelder Ortspfarrer gegen die Juden zu predigen und den Toten als Märtyrer zu beschreiben. Es entstand sogar eine kleine Wallfahrt.

### Neuzeit
Zu Beginn des 19. Jahrhunderts wurde das Hochstift Würzburg und mit ihm das Stift Haug säkularisiert und Euerfeld gelangte an das Königreich Bayern. Nun orientierte man sich vermehrt zur nahen Stadt Dettelbach hin, die bald auch zum zuständigen Landgerichtssitz aufstieg. 1862 kam der Ort ans Bezirksamt Volkach. 1892 erweiterte man die Kirche. Euerfeld stieg im Laufe des Jahrhunderts zu einem wichtigen Ackerbauort auf, der Weinbau verlor dagegen an Bedeutung.
Bereits 1909 begann man in dem Ort die Flurbereinigung voranzutreiben und die Felder dadurch leistungsfähiger zu machen. 1914 erhielt das Dorf einen Kindergarten. Im Jahr 1963 wurde Euerfeld an die Fernwasserversorgung Franken angeschlossen, zwei Jahre später begann die Kanalisierung des Ortes. 1969 verlor der Ort seine eigene Volksschule und wurde Teil des Schulverbandes Dettelbach. Am 1. Mai 1978 wurde Euerfeld nach Dettelbach eingemeindet.

## Wappen
| | Blasonierung: „In Rot der stehende, golden nimbierte Erzengel Michael, silbern gewandet, mit silbernen Flügeln; in der Rechten eine goldene Ähre, in der Linken einen ovalen Schild, belegt: in blau schräg gestellte eingekerbte, von Silber und Rot gevierte Fahne an goldener Stange“ |
| Wappenbegründung: Das Euerfelder Wappen entstand erst nach der Auflösung der selbständigen Gemeinde und wurde 1982 von Ossi Krapf entworfen. Die Tingierung in Rot und Weiß verweist auf die Verbindung zum Hochstift Würzburg, dessen Wappen ebenfalls diese Farbkombination besitzt. Auch der Schild mit dem sogenannten Rennfähnlein ist ein Hinweis auf Würzburg. Der heilige Michael ist dagegen Kirchenpatron der örtlichen Pfarrkirche, während die goldene Ähre auf die Landwirtschaft um Euerfeld verweist. | |

## Sehenswürdigkeiten

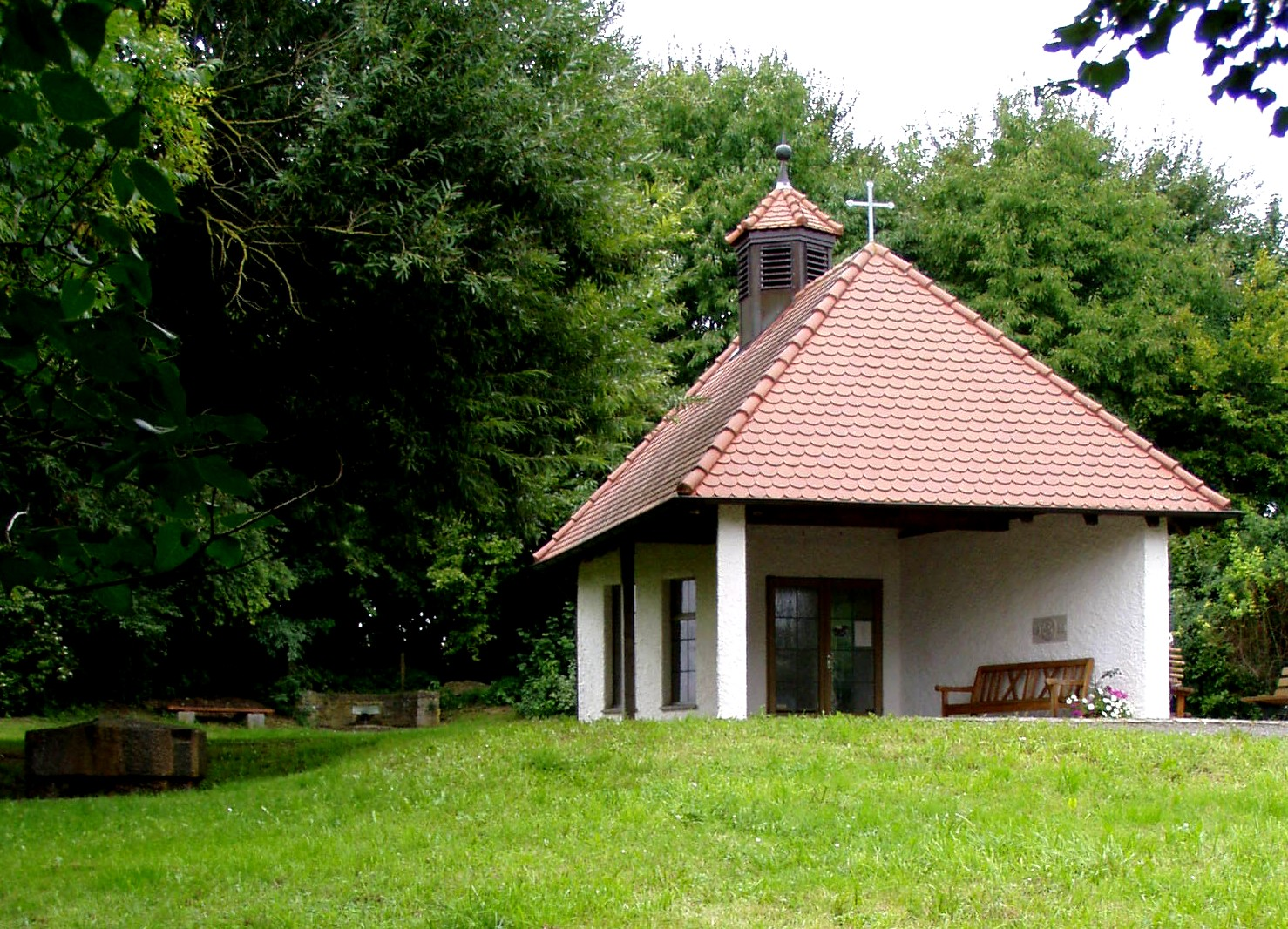
Die Bruder-Klaus-Kapelle in Euerfeld

Bereits im Mittelalter bestand in Euerfeld eine kleine Kirche. Im 17. Jahrhundert musste sie innerhalb weniger Jahre zweimal neu aufgebaut werden. Die katholische Pfarrkirche St. Michael wurde im Jahr 1892 in ihrer heutigen Form errichtet. In den Jahren 2007 bis 2009 fand eine komplette Sanierung statt, dabei wurde der Innenraum neu konzipiert. Der Mittelpunkt, der Grund der Wallfahrt, ist ein Bild des Euerfelder Micheles. Im Kirchhof hat sich ein Bildstock des Jahres 1565 erhalten.
Angeregt durch die Katholische Landjugendbewegung Deutschlands entstand am Ortsrand im Binzigrund, inmitten eines neu angelegten Biotops, die 1989 geweihte Bruder-Klaus-Kapelle, benannt nach dem Schweizer Mystiker Niklaus von Flüe, dem Patron der KLJB. Viele weitere Denkmäler entstammen dem 18. und 19. Jahrhundert. Eine Hausfigur kam aus der Werkstatt des Jakob van der Auwera nach Euerfeld.
Eine Kriegergedächtniskapelle im Friedhof ehrt die Gefallenen des Ersten Weltkrieges, sie wurde im Jahr 1925 errichtet.

## Persönlichkeiten
- Eberhard Pfirmann (* 9. Juli 1900 in der Rheinpfalz–?), Pfarrer, ab 1957 Geistlicher in Euerfeld, Ehrenbürger von Euerfeld[8]